# 马丁西库罗
马丁西库罗（義大利語：Martinsicuro），是意大利泰拉莫省的一个市镇。总面积14平方公里，人口17112人，人口密度1222.3人/平方公里（2009年）。ISTAT代码为067047。